# Les Deux Sergents du général Custer
Pour plus de détails, voir Fiche technique et Distribution.
Les Deux Sergents du général Custer (I due sergenti del generale Custer) est un western parodique hispano-italien réalisé par Giorgio Simonelli et sorti en 1965.

## Synopsis
Franco et Ciccio La Pera sont deux soldats nordistes d'origine sicilienne qui, pendant la guerre de sécession américaine, sont accusés de désertion et condamnés à mort. Comme l'armée a besoin de deux idiots, sous le commandement de deux génies, pour une opération d'espionnage, leur sentence est reportée.
Mais les Sudistes, au courant du plan, prennent Ciccio et Franco pour les deux génies et, après une série de circonstances cocasses, ils se retrouvent entre les mains des Apaches.
Malgré tout, ils parviennent à démasquer le traître et à arrêter l'armée sudiste en rendant un immense service au Nord. Pour ces actions, ils sont finalement décorés et promus, mais s'attirent tout de même de nombreux ennuis lors de la cérémonie.

## Fiche technique
- Titre français : Les Deux Sergents du général Custer[1]
- Titre original : I due sergenti del generale Custer[2],[3]
- Réalisation : Giorgio Simonelli
- Scénario : Marcello Ciorciolini, Giorgio Simonelli, Amedeo Sollazzo
- Photographie : Isidoro Goldberger
- Montage : Franco Fraticelli
- Musique : Angelo Francesco Lavagnino
- Effets spéciaux : Armando Grilli
- Décors : Nedo Azzini (it)
- Production : Edmondo Amati, Maurizio Amati, Alfonso Balcázar
- Sociétés de production : Fida Cinematografica di Amati Edmondo (Rome), Producciones Cinematográficas Balcázar (Barcelone)
- Format : couleurs par Eastmancolor - 1,85:1 - Son mono - 35 mm
- Pays de production :  Italie -  Espagne
- Langue de tournage : italien
- Genre : western parodique
- Durée : 97 minutes
- Dates de sortie : 
  - Italie : 13 août 1965
  - Espagne : 11 juillet 1966
  - France : 11 août 1967

## Distribution
- Franco Franchi : Franco La Pera
- Ciccio Ingrassia : Ciccio La Pera
- Margaret Lee : Beth Smith dit « le Lynx »
- Moira Orfei : Baby O'Connor
- Fernando Sancho : Sergent Fidhouse
- Ernesto Calindri : Colonel Custer
- Aroldo Tieri : un spécialiste
- Riccardo Garrone : l'autre spécialiste
- Franco Giacobini : Kociss
- Nino Terzo : Schultz
- Michele Malaspina : Général Lee
- Enzo Andronico : un officier sudiste
- Dina Loy : Mary
- Juan Luis Gallardo (sous le nom de « Gian Luigi Galiardo ») : Lieutenant Robin Curtis
- Armando Curcio : Major Carter
- Alfio Caltabiano : Buffle nerveux
- Nino Fuscagni
- Gina Mascetti
- Rino Genovese
- Pasquale Basile : le Mexicain de Fidhouse
- Vittorio Duse
- Antonio Cuenca
- Mimmo Poli (non crédité) : le barman